# Digitale Personalakte
Die digitale Personalakte (auch elektronische Personalakte) ist eine Software zur Verwaltung elektronischer Dokumente aus der Personalakte.
Unter anderem eignet sich die Software ebenfalls dafür, nicht-mitarbeiterbezogene Dokumente wie beispielsweise Formular- und Korrespondenzvorlagen elektronisch zu verwalten, diese personalisiert mit Rückläufer-Barcode zu erstellen und elektronisch zu verteilen. Des Weiteren können Freigabeprozesse für Mitarbeiteranträge vereinfacht, Skills verwaltet, Auswertungen und Reports erstellen werden.

## Überblick
Dieses speziell für die Personalabteilung von Unternehmen entwickelte Dokumentenmanagementsystem ersetzt durch elektronische Archivierung die traditionelle Papier-Personalakte.
Ziel der digitalen Akte ist es, administrative Prozesse zu optimieren: Durch intelligente und einfache Handhabung die Arbeitsabläufe in der Personalabteilung zu beschleunigen und damit dem Unternehmen zu einem beträchtlichen Zeitgewinn zu verhelfen.
Dabei zeichnet sich die digitale Personalakte vor allem durch ihre weitgehend automatisierten Prozesse aus, die eine einfache und schnelle Handhabung gewährleisten. Vorteile für das Unternehmen sind dadurch nicht nur der beträchtliche Zeitgewinn und die Ersetzung der traditionellen Papier-Personalakten, sondern ebenso der Wegfall ihrer Lagerung.

Beispiel der Registerstruktur für die digitale Personalakte

Die digitale Personalakte beinhaltet sowohl eingescannte Dokumente, die unstrukturierte Informationen enthalten, als auch strukturierte Informationen, die aus anderen IT-Systemen gewonnen wurden. Zu den elektronischen Dokumenten zählen Bewerbungsunterlagen, Arbeitsverträge, Arbeitszeugnisse, Leistungsbeurteilungen, Mitarbeiterbild, Schriftverkehr, Beförderungen, Bescheinigungen etc. Die Dokumente, die aus einer Vielzahl von Quellen stammen können, werden unabhängig vom Medium in der digitalen Personalakte einheitlich abgelegt. Hierbei ausgenommen sind jedoch Dokumente, die das Persönlichkeitsrecht der Beschäftigten gefährden. Hierzu zählen vor allem Angaben über den Gesundheitszustand der Beschäftigten, sowie allgemeine Unterlagen des Betriebsarztes, da diese wegen der ärztlichen Schweigepflicht nach § 8 Abs. 1 des Arbeitssicherheitsgesetz (ASiG) und § 203 StGB für den Arbeitgeber nicht frei zugänglich sind. Ebenso dürfen auch graphologische und psychologische Gutachten, wie schon bei der manuellen Führung der Personalakten, nicht Gegenstand dieser sein.
Schnittstellen der digitalen Personalakte zu verschiedenen Buchhaltungs-, Verwaltungs- und Archivsystemen ermöglichen die Integration in die bestehende Unternehmens-IT. Hierfür gibt es zwei verschiedene Lösungen: Zum einen kann es sich bei der digitalen Personalakte um eine klassische Client-Server-Architektur handeln, oder um ein web-basiertes System, welches durch Web-Clienten für den ortsunabhängigen Zugriff oder den Selfservice für Mitarbeiter und Führungskräfte sorgt. Dennoch erlauben beide Lösungen ausschließlich definierten Benutzern Zugriff zu den besonders vertraulichen Personaldaten, die hoch verschlüsselt und damit hoch sicher übermittelt werden. Alle Bearbeitungsvorgänge in der digitalen Personalakte können über eine Protokollfunktion nachvollzogen werden.

## Datenschutz und Revisionssicherheit
Ein vereinfachtes Handling, der standortunabhängige Zugriff auf die Akten sowie Kosteneinsparungen sind Gründe für die Einführung der digitalen Personalakte in den Personalabteilungen von Unternehmen. In einer digitalen Personalakte werden zahlreiche Informationen der Mitarbeiter eines Unternehmens archiviert. Sie kann sämtliche für das Arbeitsverhältnis relevanten Unterlagen (siehe oben) enthalten.
Des Weiteren wurden die Vorschriften zur Rechts- und Revisionssicherheit seit den 1990er Jahren weitgehend konkretisiert.
Die sichere Übermittlung und Verschlüsselung der Dokumente spielt in der digitalen Personalakte eine zentrale Rolle: Allgemeingültige Regeln bezüglich einer ordnungsgemäßen Archivierung elektronischer Dokumente hat das Bundesfinanzministerium in den "Grundsätzen zur ordnungsmäßigen Führung und Aufbewahrung von Büchern, Aufzeichnungen und Unterlagen in elektronischer Form sowie zum Datenzugriff" (GoBD) formuliert. Das bedeutet, dass die digitale Personalakte diesen Grundsätzen, sowie den unter den §§ 239, 257, Abs. 4 genannten Anforderungen des HGB, der Abgabenordnung (§§ 146, 147) entsprechen.
Sofern die rechtlichen Anforderungen der Personalaktenaufbewahrung, sowie der Dokumentenablage erfüllt werden, gilt die digitale Personalakte als revisionssicher. Die revisionssichere Ablage kann durch unabhängige Prüfstellen wie z. B. Wirtschaftsprüfer nachgewiesen werden.

## Wesentliche Ziele der digitalen Personalakte
1) Effizienzsteigerung und Zeitgewinn

Durch schnelle und automatische Archivierung und effektive Stichwort- oder Volltextsuche nach Informationen wird der administrative Arbeitsaufwand durch ungefähr viermal schnelleres Ablegen der Dokumente und zehnmal schnelleren Zugriff auf diese, erheblich verringert. Folglich kommt es zu einem profitablen Zeitgewinn bei Routineaufgaben.
2) Kostensenkung

Resultierend aus dem Zeitgewinn bei Routineaufgaben werden neue Kapazitätsfreiräume zur Bearbeitung von strategischen Personalthemen gewonnen. Wurde bislang ein Lagerraum als Archiv für Alt- und Bestandakten angemietet, fallen diese Mietkosten in Zukunft weg. Ebenso reduzieren sich Druck- und Papierkosten durch die elektronische Archivierung im System.
3) Auflösung oder Verlagerung des Papierarchives

Wenn die zu digitalisierenden Dokumente nach den Anforderungen der GoBD elektronisch archiviert sind, werden sie im Rahmen der handelsrechtlichen und steuerrechtlichen Prüfung anerkannt. Somit können die meisten papiergebundenen Originalunterlagen, soweit sie nicht nach anderen Rechtsvorschriften aufbewahrt werden müssen, nach dem Digitalisierungsprozess vernichtet werden. Über Netzwerke, sowie Internet und Intranet ist es möglich, standortübergreifend und ggf. sogar mobil, auf die Daten der digitalen Personalakte zuzugreifen.
4) Qualitätssteigerung

Resultierend aus dem Zeitgewinn bei Routineaufgaben werden neue Kapazitätsfreiräume zur Bearbeitung von strategischen Personalthemen gewonnen.

## Digitalisierung
Hat man sich als Unternehmen dazu entschlossen, die Dokumentenablage mittels einer Software zu digitalisieren, gibt es verschiedene Vorgehensweisen: Entweder erfolgt die Digitalisierung intern über die eigenen Mitarbeiter, intern über einen Dienstleister oder extern über einen Dienstleister.
Je nach Kapazität der Mitarbeiter, Größe und Ausstattung des Unternehmens kann die Digitalisierung über die eigenen Mitarbeiter mehrere Wochen bis Monate andauern.
- Interne Digitalisierung über eigene Mitarbeiter:

In der Regel bei einer internen Digitalisierung über die eigenen Mitarbeiter nur ein sehr kleiner Personenkreis beauftragt, die vertraulichen Dokumente zu digitalisieren. Da die meisten Unternehmen keine dafür ausgelegten Hochleistungsscanner haben und das Entheften mit großem manuellen Aufwand verbunden ist, kostet das viel Zeit. Der Vorteil ist jedoch, dass die Akten im Haus bleiben.
- Interne Digitalisierung über einen Dienstleister:

Bei der Digitalisierung vor Ort durch einen externen Dienstleister bleiben die Dokumente ebenfalls im Haus. Die Mitarbeiter des Dienstleisters bringen eigene mobile Scanner mit und erledigen die Arbeit, ohne dass auf wichtige Mitarbeiter im Unternehmen verzichtet werden muss. Dennoch sind die mobilen Geräte lange nicht so effektiv wie stationär installierte Hochleistungsgeräte. Außerdem unterscheidet sich das Preis-Leistungs-Verhältnis der Dienstleister teilweise erheblich.
- Externe Digitalisierung über einen Dienstleiter:

Läuft die Digitalisierung extern über einen Dienstleister ab, werden die zu digitalisierenden Dokumente mittels eines Sicherheitstransports transportiert. Stationär installierte Hochleistungsgeräte und automatisierte Arbeitsabläufe garantieren eine schnelle und ordentliche Digitalisierung aller Akten. Durch die damit verbundenen relativ hohen Kosten, bietet sich eine externe Digitalisierung vor allem für große und mitarbeiterstarke Unternehmen an, wo es viel zu digitalisieren gibt.